# ريوتارو شيباتا
ريوتارو شيباتا (باليابانية: 柴田 隆太朗) (25 نوفمبر 1992 في ناغاساكي في اليابان – )؛ هو لاعب كرة قدم ياباني سابق كان يلعب كلاعب وسط.

## وصلات خارجية
- ريوتارو شيباتا على موقع رابطة كرة القدم اليابانية للمحترفين (اليابانية)
- ريوتارو شيباتا على موقع قاعدة بيانات كرة القدم.إي يو (الإنجليزية)
- ريوتارو شيباتا على موقع Soccerway.com (الإنجليزية)
- ريوتارو شيباتا على موقع عالم كرة القدم.نت (الإنجليزية)